# Neosprucea melastomatoides
Neosprucea melastomatoides är en videväxtart som beskrevs av M.H.Alford. Neosprucea melastomatoides ingår i släktet Neosprucea och familjen videväxter. Inga underarter finns listade i Catalogue of Life.